# 八会寺石佛龛
八会寺石佛龛，位于中国河北省保定市羊平黄山，为保定市曲阳县的一个省级文物保护单位，类型为石窟寺，公布时间为1982年7月23日。
八会寺石佛龛的历史年代为隋代。